# Netsanet Achamo
Netsanet Achamo (14 dicembre 1987) è un'ex maratoneta, ex siepista ed ex mezzofondista etiope.

## Palmarès
| Anno | Manifestazione      | Sede    | Evento     | Risultato | Prestazione | Note |
| ---- | ------------------- | ------- | ---------- | --------- | ----------- | ---- |
| 2006 | Campionati africani | Bambous | 3000 siepi | 4ª        | 10'17"89    |      |
| 2007 | Giochi Panafricani  | Algeri  | 3000 siepi | Bronzo    | 9'51"63     |      |
| 2007 | Mondiali            | Osaka   | 3000 siepi | Batteria  | 10'12"59    |      |

## Campionati nazionali
2006
- Argento ai campionati etiopi, 3000 m siepi - 10'30"68

2007
- Oro ai campionati etiopi, 3000 m siepi - 10'12"0

2009
- 5ª ai campionati etiopi, 3000 m siepi - 10'05"80

2011
- Oro ai campionati etiopi, 3000 m siepi - 9'54"75

2013
- Argento ai campionati etiopi, 3000 m siepi - 10'19"00

## Altre competizioni internazionali
2007
- 4ª al Doha Diamond League ( Doha) - 9'42"42

2009
- 8ª al Bauhaus-Galan ( Stoccolma), 5000 m piani - 15'29"03
- Bronzo al London Grand Prix ( Londra), 3000 m siepi - 9'34"31

2011
- 4ª alla Maratona di Roma ( Roma) - 2h28'28"
- 5ª alla Maratona di Toronto ( Toronto) - 2h32'51"

2012
- Oro alla Maratona di Amburgo ( Amburgo) - 2h24'12"
- Oro alla Maratona di Mumbai ( Mumbai) - 2h26'12"
- 4ª alla Mezza maratona di Parigi ( Parigi) - 1h09'10"

2013
- 4ª alla Maratona di Ottawa ( Ottawa) - 2h27'44"

2016
- 5ª alla Yellow River Estuary International Marathon ( Dongying) - 2h32'50"
- 8ª alla Maratona di Mumbai ( Mumbai) - 2h39'28"